# Unterstinkenbrunn
Unterstinkenbrunn è un comune austriaco di 565 abitanti nel distretto di Mistelbach, in Bassa Austria. Nel 1973 il comune è stato soppresso e accorpato a quello di Gaubitsch nel nuovo comune di Gartenbrunn, ma nel 1995 Gaubitsch e Unterstinkenbrunn hanno riacquistato la loro autonomia amministrativa.